# Jason deCaires Taylor
Pour les articles homonymes, voir Taylor.
Jason deCaires Taylor, né le 12 août 1974 à Canterbury, est un sculpteur anglais spécialisé dans la création de sculptures sous-marines.
Fils unique d'un père britannique et d'une mère guyanaise, tous les deux enseignants, Jason deCaires Taylor a fait ses études dans le Kent, puis à l'Institut de Londres au Camberwell College of Arts dont il sort diplômé en 1998. Dès son enfance, son goût pour la faune maritime lui vient de ses séjours avec ses parents en Thaïlande et en Malaisie. Il fait de la plongée depuis l'âge de 18 ans et devient moniteur en Australie. Il exerce divers petits boulots comme graveur sur pierre, scénographe de concerts, photographe sous-marin. Revenu dans la capitale britannique quelque temps plus tard, il collabore notamment à la construction du Dôme du millénaire. Puis il s'installe sur l'île de Grenade dans les Caraïbes et crée sa première sculpture sous-marine intitulée Grace Reef. Il y ouvre son premier parc de sculptures sous-marines, qu'il finance avec l'argent de la vente de sa maison au Royaume-Uni. En 2009, il fonde le musée sous-marin de Cancun. En 2014, il était considéré comme l’une des cent personnalités les plus novatrices de la planète.
« En mai 2006, ouvre le premier musée sous-marin de sculptures au monde, à Molinere Bay (île de la Grenade). Les dizaines de sculptures placées sur le plancher marin ne sont pas des objets figés, mais des œuvres vivantes par l'interaction avec la faune et la flore et servent de socle aux développements de coraux et d'habitat aux poissons ou étoiles de mer. Exposés aux ouragans et aux effets du tourisme de masse, les récifs avaient été endommagés par deux ouragans successifs en 2004 et 2005. L'objectif est donc de les revivifier. Le succès de l'initiative conduit à l'élaboration d'un projet analogue, au large de Cancún (Mexique). Plus vaste, le Musée subaquatique d'art (MUSA) est inauguré en 2010. 
Dans les deux cas, les parcs de sculptures sont voués à être complétés et animés, de façon à "rendre compte des diverses étapes de l'évolution des coraux". "À long terme", le musée mexicain est destiné à devenir "une plateforme pour engager tous types de formes d'art en rapport avec la mer. Mon objectif est de voir des concerts, des ballets, des installations lumineuses temporaires" ».
Dans ce même article, l'auteur mentionne des influences ou parentés avec « George Segal ou divers hyperréalistes » et signale, plus loin,  « le souvenir de Edward Hopper ou de Ron Mueck. »
Les oeuvres de Taylor développent trois thèmes majeurs : la nature, en particulier la protection de la faune sous-marine, la mythologie et la métamorphose.
Dans un entretien pour Voyageurs du Net, l'artiste éclaire sa démarche : « Une bonne partie est une critique de notre société présente. J’essaie d’explorer de nombreux domaines, mais toujours reliés au concept du changement climatique et les effets que causent les humains sur notre planète et l’ère de l’Anthropocène (...) Les œuvres visent à concrétiser cette méditation entre nos mondes construits et le monde naturel et combien nous sommes sujets à l’inévitabilité du changement. La beauté de notre mortalité et de notre décadence. La nature morte est un thème récurrent de mon œuvre, car il démontre assez simplement la beauté de l’évolution ».

## Œuvres
Jason deCaires Taylor a créé plus de 600 oeuvres à travers le monde parmi lesquelles : 
- Grace Reef, sur l'île de Grenade dans les Caraïbes (2006) ;
- The Lost Correspondent. Moliniere underwater sculpture park, Grenade (2006) ;
- The Silent Evolution. Isla Mujeres, Museo Subacuático de Arte, Cancún (2011) ;
- Dream Collector. Isla Mujeres, Museo Subacuático de Arte, Cancún (2009) ;
- Rubicon, Lanzarote, (2016) ;
- Le radeau de Lampedusa, à Lanzarote, dans l'archipel de Canaries (Espagne) (2016).
- Plusieurs œuvres à l'écomusée sous-marin de Cannes.